# Episodi di Johnny Bravo
Elenco degli episodi della serie televisiva animata Johnny Bravo.
Tre episodi pilota sono stati trasmessi negli Stati Uniti, da Cartoon Network all'interno di What a Cartoon!, rispettivamente il 26 marzo 1995, il 9 ottobre 1996 e il 1º gennaio 1997. In seguito sono stati ritrasmessi durante la prima stagione.
La prima stagione, composta da 13 episodi, è stata trasmessa dal 7 luglio al 15 dicembre 1997. La seconda stagione, composta da 22 episodi, è stata trasmessa dal 2 luglio 1999 al 28 gennaio 2000. La terza stagione, composta da 17 episodi, è stata trasmessa dall'11 agosto 2000 al 14 giugno 2002. La quarta stagione, composta da 13 episodi, è stata trasmessa dal 20 febbraio al 27 agosto 2004.
Due episodi speciali intitolati Un Natale alla Johnny Bravo e Buon San Valentino, Johnny Bravo! sono stati trasmessi rispettivamente il 7 dicembre 2001 e il 14 febbraio 2004.
In Italia gli episodi pilota sono stati trasmessi su Rai 2, all'interno del contenitore Go-Cart, nel 1999. La prima stagione è stata trasmessa da Cartoon Network dal 10 ottobre al 1º novembre 1998. La seconda stagione è stata trasmessa dal 2000. La terza stagione è stata trasmessa dal 13 maggio 2001 al 2002. La quarta stagione è stata trasmessa dal 6 dicembre al 22 dicembre 2004.
Gli episodi speciali sono stati trasmessi nel dicembre 2001 e il 14 febbraio 2004.

## Stagione 1
| n°  | Titolo originale                               | Titolo italiano                     | Prima TV USA      | Prima TV Italia  |
| --- | ---------------------------------------------- | ----------------------------------- | ----------------- | ---------------- |
| 1a  | Johnny Bravo                                   | Johnny Bravo 1ª parte               | 26 marzo 1995     | 10 ottobre 1998  |
| 1b  | Jungle Boy in Mr. Monkeyman                    | Johnny Bravo 2ª parte               | 9 ottobre 1996    | 10 ottobre 1998  |
| 1c  | Johnny Bravo and the Amazon Women              | Johnny Bravo 3ª parte               | 1º gennaio 1997   | 10 ottobre 1998  |
| 2a  | Super Duped                                    | Super presto in giro                | 14 luglio 1997    | 11 ottobre 1998  |
| 2b  | Bungled in the Jungle                          | Maltrattato nella giungla           | 14 luglio 1997    | 11 ottobre 1998  |
| 2c  | Bearly Enough Time!                            | Tempo da orsa                       | 14 luglio 1997    | 11 ottobre 1998  |
| 3a  | The Sensitive Male!                            | Il maschio sensibile                | 21 luglio 1997    | 13 ottobre 1998  |
| 3b  | Bravo Dooby-Doo                                | Bravo Scooby Doo                    | 21 luglio 1997    | 13 ottobre 1998  |
| 4a  | Date with an Antelope                          | Appuntamento con un'antilope        | 28 luglio 1997    | 14 ottobre 1998  |
| 4b  | Did You See a Bull Run by Here?                | Si è visto un toro da queste parti? | 28 luglio 1997    | 14 ottobre 1998  |
| 4c  | Cookie Crisis                                  | Crisi culinarie                     | 28 luglio 1997    | 14 ottobre 1998  |
| 5a  | I Used to Be Funny                             | Ero divertente                      | 4 agosto 1997     | 15 ottobre 1998  |
| 5b  | My Fair Dork                                   |                                     | 4 agosto 1997     | 15 ottobre 1998  |
| 5c  | Twas the Night                                 | Quella notte...                     | 4 agosto 1997     | 15 ottobre 1998  |
| 6a  | Blarney Buddies                                | Fortuna in amore                    | 11 agosto 1997    | 17 ottobre 1998  |
| 6b  | Over the Hump!                                 | Una vacanza esotica                 | 11 agosto 1997    | 17 ottobre 1998  |
| 6c  | Johnny Meets Farrah Fawcett                    | Un'occasione perduta                | 11 agosto 1997    | 17 ottobre 1998  |
| 7a  | Hip Hop Flop                                   |                                     | 28 agosto 1997    | 18 ottobre 1998  |
| 7b  | Talk to Me, Baby                               | A scuola di fascino                 | 28 agosto 1997    | 18 ottobre 1998  |
| 7c  | Blanky Hanky Panky                             | Cara vecchia coperta                | 18 agosto 1997    | 18 ottobre 1998  |
| 8a  | Beach Blanket Bravo                            | Gara di surf                        | 25 agosto 1997    | 21 ottobre 1998  |
| 8b  | The Day the Earth Didn't Move Around Very Much |                                     | 25 agosto 1997    | 21 ottobre 1998  |
| 8c  | The Aisle of Mixed-Up Toys                     |                                     | 25 agosto 1997    | 21 ottobre 1998  |
| 9a  | Substitute Teacher                             | La cintura del triplo drago         | 1º settembre 1997 | 22 ottobre 1998  |
| 9b  | A Wolf in Chick's Clothing                     | Appuntamento al buio                | 1º settembre 1997 | 22 ottobre 1998  |
| 9c  | Intensive Care                                 | Terapia intensiva                   | 1º settembre 1997 | 22 ottobre 1998  |
| 10a | Jumbo Johnny                                   | La pozione miracolosa               | 8 settembre 1997  | 27 ottobre 1998  |
| 10b | The Perfect Gift                               | La festa della mamma                | 8 settembre 1997  | 27 ottobre 1998  |
| 10c | Bravo, James Bravo                             | L'agente segreto                    | 8 settembre 1997  | 27 ottobre 1998  |
| 11a | Going Batty                                    | Gelosie da vampiri                  | 1º dicembre 1997  | 28 ottobre 1998  |
| 11b | Berry the Butler                               | Il maggiordomo                      | 1º dicembre 1997  | 28 ottobre 1998  |
| 11c | Red Faced in the White House                   | Imbarazzo alla casa bianca          | 1º dicembre 1997  | 28 ottobre 1998  |
| 12a | The Man Who Cried 'Clown                       | Uno strano compagno di viaggio      | 8 dicembre 1997   | 29 ottobre 1998  |
| 12b | Johnny Real Good                               | Poteri demoniaci                    | 8 dicembre 1997   | 29 ottobre 1998  |
| 12c | Little Talky Tabitha!                          | La bambola parlante                 | 8 dicembre 1997   | 29 ottobre 1998  |
| 13a | Johnny Bravo Meets Adam West!                  | Un amico non tanto prezioso         | 15 dicembre 1997  | 1º novembre 1998 |
| 13b | Under the Big Flop                             | Lavaggio del cervello               | 15 dicembre 1997  | 1º novembre 1998 |
| 13c | Johnny Meets Donny Osmond                      | Una tata davvero speciale           | 15 dicembre 1997  | 1º novembre 1998 |

## Johnny Bravo 1ª parte
- Titolo originale: Johnny Bravo
- Diretto da: Van Partible
- Scritto da: Van Partible

### Trama
Johnny Bravo ci prova con una ragazza interpretando il ruolo di un supereroe, mentre un gorilla è fuggito dallo zoo.

## Johnny Bravo 2ª parte
- Titolo originale: Jungle Boy in Mr Monkeyman
- Diretto da: Van Partible
- Scritto da: Van Partible

### Trama
Il malvagio re Raymond tenta di incastrare il ragazzo della giungla per rivendicare le lodi che gli altri animali gli danno.

## Johnny Bravo 3ª parte
- Titolo originale: Johnny Bravo and the Amazon Women
- Diretto da: Van Partible
- Scritto da: Van Partible

### Trama
In quello che sembra essere un sogno che si avvera per Johnny, cade da una nave e si ritrova su un'isola circondato da bellissime amazzoni.

## Super presto in giro
- Titolo originale: Super Duped
- Diretto da: Rumen Petkov
- Scritto da: Butch Hartman

### Trama
Nel tentativo di impressionare l'insegnante di Suzy, Johnny recita una gag, facendosi passare per "Bravo-Man" il suo alter ego supereroico. Dovrà dimostrare il suo valore quando un ladro rapinerà davvero una banca.

## Maltrattato nella giungla
- Titolo originale: Bungled in the Jungle
- Diretto da: Rumen Petkov
- Scritto da: Steve Marmel

### Trama
Johnny viene buttato di fuori da un hostess in aereo e finisce sulla giungla amazzonica dove finisce per fare accidentalmente del male al bimbo della giungla facendo così in modo che gli animali se la prendano con lui

## Tempo da orsa
- Titolo originale: Bearly Enough Time!
- Diretto da: Butch Hartman
- Scritto da: Steve Marmel

### Trama
Johnny si perde nel bosco e finisce per puro caso in una grotta dove un orso parlante di nome Kronos che afferma di essere il padrone del tempo, si sveglia dal letargo e furibondo decide di mangiarsi il ragazzo ma alla fine Johnny dopo molto tentativi riesce a farlo riaddormentare.

## Il maschio sensibile
- Titolo originale: The Sensitive Male!
- Diretto da: Butch Hartman
- Scritto da: Steve Marmel e Seth MacFarlane

### Trama
Johnny incontra un uomo basso e calvo che gli insegna cosa deve fare per far colpo sulle ragazze, anche se alla fine egli stesso si rivelerà un imbroglione.

## Bravo Scooby Doo
- Titolo originale: Bravo Dooby-Doo
- Diretto da: John McIntyre
- Scritto da: Michael Ryan

### Trama
Johnny incontra i personaggi di Scooby-Doo che lo accompagnano a una visita ad una casa stregata e infestata dai fantasmi dove abita Jesbedissa, la zia di Johnny.

## Appuntamento con un'antilope
- Titolo originale: Date with an Antelope
- Diretto da: John McIntyre
- Scritto da: Seth MacFarlane

### Trama
Johnny ottiene online un appuntamento con un'antilope che però alla fine gli rivelerà che esce con lui solo perché vuole far ingelosire il suo fidanzato, ovvero un granchio, perché è troppo possessivo verso di lei.

## Si è visto un toro da queste parti?
- Titolo originale: Did You See a Bull Run by Here?
- Diretto da: Rumen Petkov
- Scritto da: Van Partible e Michael Ryan

### Trama
Johnny è in Spagna dove si ritrova nel colosseo a fare il torero.

## Crisi culinarie
- Titolo originale: Cookie Crisis
- Diretto da: Butch Hartman
- Scritto da: Butch Hartman

### Trama
Suzy diventa girl scout e cerca di vendere a Johnny delle scatole di biscotti ma quest'ultimo, non volendo rovinare il suo "bel fisico", rifiuta e da ciò ne nasce una sottospecie di commedia dove Suzy cerca di far vendere una scatola a Johnny mentre i due parlano frasi in rima.

## Stagione 2
| n°  | Titolo originale            | Titolo italiano                 | Prima TV USA      | Prima TV Italia |
| --- | --------------------------- | ------------------------------- | ----------------- | --------------- |
| 1a  | Bikini Space Planet!        | Rapito dalle aliene             | 2 luglio 1999     | 2000            |
| 1b  | Moby Jerk                   | Crociera premio                 | 2 luglio 1999     | 2000            |
| 1c  | A Gel for Johnny            | In cerca di brillantina         | 2 luglio 1999     | 2000            |
| 2a  | Johnny Get Your Tutu        | Nato per la danza               | 30 luglio 1999    | 2000            |
| 2b  | Johnny's Inferno            | Tentazioni                      | 30 luglio 1999    | 2000            |
| 2c  | Forest Chump                | Un amore tra gli alberi         | 30 luglio 1999    | 2000            |
| 3a  | Karma Krisis                | No alle superstizioni           | 6 agosto 1999     | 2000            |
| 3b  | A Star Is Bruised           | Johnny star della tv            | 6 agosto 1999     | 2000            |
| 3c  | The Prince and the Pinhead  | Scambio di vita                 | 6 agosto 1999     | 2000            |
| 4a  | Claws                       | L'irriducibile aragosta         | 13 agosto 1999    | 2000            |
| 4b  | To Helga and Back           | Helga andata e ritorno          | 13 agosto 1999    | 2000            |
| 4c  | Cover Boy                   | Modello in passerella           | 13 agosto 1999    | 2000            |
| 5a  | Endless Bummer              | Bullo da spiaggia               | 20 agosto 1999    | 2000            |
| 5b  | Jailbird Johnny             | Johnny sotto accusa             | 20 agosto 1999    | 2000            |
| 5c  | Bravo 13                    | Bravo 13                        | 20 agosto 1999    | 2000            |
| 6a  | Doomates                    | Compagni di stanza              | 27 agosto 1999    | 2000            |
| 6b  | Johnny's Telethon           | Il telethon di Johnny           | 27 agosto 1999    | 2000            |
| 6c  | Johnny's Guardian Angel     | Johnny e l'angelo custode       | 27 agosto 1999    | 2000            |
| 7a  | I, Fly                      | La mosca                        | 3 settembre 1999  | 2000            |
| 7b  | Schnook of the North        | Vita da esquimesi               | 3 settembre 1999  | 2000            |
| 7c  | Charm School Johnny         | Lezioni di stile                | 3 settembre 1999  | 2000            |
| 8a  | Johnny and the Beanstalk    | Il capello gigante              | 10 settembre 1999 | 2000            |
| 8b  | A Boy and His Bird          | Uno strano cucciolo             | 10 settembre 1999 | 2000            |
| 8c  | Ape Is Enough               | Amore a prima vista             | 10 settembre 1999 | 2000            |
| 9a  | Panic in Jerky Town         | L'ingrediente segreto           | 17 settembre 1999 | 2000            |
| 9b  | Alien Confidential          | Messaggio di pace               | 17 settembre 1999 | 2000            |
| 9c  | Mama's New Boyfriend        | Un affascinante caballeros      | 17 settembre 1999 | 2000            |
| 10a | Welcome Back, Bravo         | Esame di quinta elementare      | 24 settembre 1999 | 2000            |
| 10b | The Man with the Golden Gut | Addominali scolpiti             | 24 settembre 1999 | 2000            |
| 10c | Aunt Katie's Farm           | Sostituti in trasmissione       | 24 settembre 1999 | 2000            |
| 11a | A League of His Own         | Una partita truccata            | 1º ottobre 1999   | 2000            |
| 11b | Johnny Goes to Camp         | Il campeggio dei Giga           | 1º ottobre 1999   | 2000            |
| 11c | Buffoon Lagoon              | Sull'isola deserta              | 1º ottobre 1999   | 2000            |
| 12a | Brave New Johnny            | Viaggio nel futuro              | 8 ottobre 1999    | 2000            |
| 12b | Witless                     | La comunità amish               | 8 ottobre 1999    | 2000            |
| 12c | Carl Be Not Proud           | Il grande imbroglio             | 8 ottobre 1999    | 2000            |
| 13a | El Bravo Magnifico          | L'eroico Johnny                 | 15 ottobre 1999   | 2000            |
| 13b | Johnny-O & Juliet           | Pene d'amore                    | 15 ottobre 1999   | 2000            |
| 13c | Clan of the Cave Boob       | Vita da cavernicoli             | 15 ottobre 1999   | 2000            |
| 14a | Galaxy Boy                  | Avventura nello spazio          | 22 ottobre 1999   | 13 maggio 2001  |
| 14b | Damien's Day Out            | Un giorno di vacanza per Damien | 22 ottobre 1999   | 13 maggio 2001  |
| 14c | Noir Johnny                 | L'investigatore privato         | 22 ottobre 1999   | 13 maggio 2001  |
| 15a | Hail to the Chump           | Abuso di potere                 | 29 ottobre 1999   | 14 maggio 2001  |
| 15b | A Fool for Sister Sara      | Animo nobile                    | 29 ottobre 1999   | 14 maggio 2001  |
| 15c | Days of Blunder             | La gara                         | 29 ottobre 1999   | 14 maggio 2001  |
| 16a | Pop Art Johnny              | Arte moderna                    | 5 novembre 1999   | 15 maggio 2001  |
| 16b | Dude Ranch Doofus           | Cowboy per un giorno            | 5 novembre 1999   | 15 maggio 2001  |
| 16c | A Cake Too Far              | Gara di cucina                  | 5 novembre 1999   | 15 maggio 2001  |
| 17a | Look Who's Drooling         | La pozione di Carl              | 12 novembre 1999  | 17 maggio 2001  |
| 17b | Law and Disorder            | Legge e disordine               | 12 novembre 1999  | 17 maggio 2001  |
| 17c | Tooth or Consequences       | La fatina dei denti             | 12 novembre 1999  | 17 maggio 2001  |
| 18a | The Unsinkable Johnny Bravo | L'inaffondabile Johnny Bravo    | 19 novembre 1999  | 18 maggio 2001  |
| 18b | Rashomoron                  | Le tre verità                   | 19 novembre 1999  | 18 maggio 2001  |
| 18c | Free Pookey                 | Io ti salverò!                  | 19 novembre 1999  | 18 maggio 2001  |
| 19a | Good Knight Johnny          | Il buon cavaliere Johnny Bravo  | 7 gennaio 2000    | 19 maggio 2001  |
| 19b | Balloon Platoon             | La battaglia dei palloncini     | 7 gennaio 2000    | 19 maggio 2001  |
| 19c | The Clueless Kid            | Scuola di karate                | 7 gennaio 2000    | 19 maggio 2001  |
| 20a | Yukon Yutz                  | Una dura conquista              | 14 gennaio 2000   | 20 maggio 2001  |
| 20b | Prep School Johnny          | Cultura universitaria           | 14 gennaio 2000   | 20 maggio 2001  |
| 20c | Send in the Clones          | Un esercito di Johnny           | 14 gennaio 2000   | 20 maggio 2001  |
| 21a | Loch Ness Johnny            | Buon appetito Nessie            | 21 gennaio 2000   | 21 maggio 2001  |
| 21b | Den Mother Johnny           | La giornata delle buone azioni  | 21 gennaio 2000   | 21 maggio 2001  |
| 21c | Quo Doofus                  | La macchina del tempo           | 21 gennaio 2000   | 21 maggio 2001  |
| 22a | As I Lay Hiccupping         | Una cura efficace               | 28 gennaio 2000   | 22 maggio 2001  |
| 22b | Marine Maroon               | Il mondo sommerso               | 28 gennaio 2000   | 22 maggio 2001  |
| 22c | Thunder God Johnny          | Johnny il dio del tuono         | 28 gennaio 2000   | 22 maggio 2001  |

## Stagione 3
| n°  | Titolo originale                | Titolo italiano          | Prima TV USA      | Prima TV Italia |
| --- | ------------------------------- | ------------------------ | ----------------- | --------------- |
| 1a  | Luke Perry's Guide to Love      | Maestro d'amore          | 11 agosto 2000    | 23 maggio 2001  |
| 1b  | In the Line of Johnny           | La guardia del corpo     | 11 agosto 2000    | 23 maggio 2001  |
| 1c  | Fugitive Johnny                 | Johnny il fuggitivo      | 11 agosto 2000    | 23 maggio 2001  |
| 2a  | Virtual Johnny                  | Guerra virtuale          | 18 agosto 2000    | 24 maggio 2001  |
| 2b  | Hold That Schmoe                | Fermate quel fantasma    | 18 agosto 2000    | 24 maggio 2001  |
| 2c  | Hunted!                         | Il cacciatore            | 18 agosto 2000    | 24 maggio 2001  |
| 3a  | Candidate Johnny                | Il candidato Johnny      | 1º settembre 2000 | 25 maggio 2001  |
| 3b  | Air Bravo                       | Gioco di squadra         | 1º settembre 2000 | 25 maggio 2001  |
| 3c  | Johnny B. Badd                  | Il nuovo idolo           | 1º settembre 2000 | 25 maggio 2001  |
| 4a  | Scoop Bravo                     | Lo scoop                 | 8 settembre 2000  | 26 maggio 2001  |
| 4b  | The Incredible Shrinking Johnny | Johnny in miniatura      | 8 settembre 2000  | 26 maggio 2001  |
| 4c  | Backdaft                        | Il volontario            | 8 settembre 2000  | 26 maggio 2001  |
| 5a  | The Johnny Bravo Affair         | Il furto                 | 22 settembre 2000 | 27 maggio 2001  |
| 5b  | Biosphere Johnny                | Progetto biosfera        | 22 settembre 2000 | 27 maggio 2001  |
| 5c  | Spa Spaz                        | La clinica della salute  | 22 settembre 2000 | 27 maggio 2001  |
| 6a  | Fool for a Day                  | Pesce d'aprile           | 13 ottobre 2000   | 28 maggio 2001  |
| 6b  | In Your Dreams                  | La ragazza giusta        | 13 ottobre 2000   | 28 maggio 2001  |
| 6c  | Some Like It Stupid             | A qualcuno piace scemo   | 13 ottobre 2000   | 28 maggio 2001  |
| 7a  | Dental Hijinks                  | Dal dentista             | 3 novembre 2000   | 29 maggio 2001  |
| 7b  | Little Red Riding Johnny        | Johnny e il lupo         | 3 novembre 2000   | 29 maggio 2001  |
| 7c  | Pouch Potato                    | Un comodo marsupio       | 3 novembre 2000   | 29 maggio 2001  |
| 8a  | Jurassic Dork                   | Il cucciolo jurassico    | 17 novembre 2000  |                 |
| 8b  | Mascot Academy                  | Accademia per mascot     | 17 novembre 2000  |                 |
| 8c  | Full Metal Johnny               | Il militare              | 17 novembre 2000  |                 |
| 9a  | Johnny on Ice!                  | L'uomo delle caverne     | 17 novembre 2000  |                 |
| 9b  | Robo-Mama                       | La sostituta             | 17 novembre 2000  |                 |
| 9c  | 20,000 Leagues Over My Head     | Salviamo l'oceano        | 17 novembre 2000  |                 |
| 10a | I Dream of Johnny               | I desideri di Johnny     | 15 dicembre 2000  |                 |
| 10b | One Angry Bravo                 | Il giurato               | 15 dicembre 2000  |                 |
| 10c | Carnival of the Darned          | Scappo di casa           | 15 dicembre 2000  |                 |
| 11a | A Walk on the Stupid Side       | La maratona              | 2 febbraio 2001   |                 |
| 11b | Lone Star Bravo                 | Storie di famiglia       | 2 febbraio 2001   |                 |
| 11c | Enter the Chipmunk              | Che entri lo scoiattolo  | 2 febbraio 2001   |                 |
| 12a | The Great Bunny Book Ban        | Il libro del coniglio    | 23 febbraio 2001  |                 |
| 12b | Toy Boy Johnny                  | Johnny il giocattolo     | 23 febbraio 2001  |                 |
| 12c | Frankenbravo                    | FrankenBravo             | 23 febbraio 2001  |                 |
| 13a | Lodge Brother Johnny            | La confraternita         | 6 aprile 2001     |                 |
| 13b | Chain Gang Johnny               | Fuga dalla prigione      | 6 aprile 2001     |                 |
| 13c | Lumberjack Johnny               | Johnny boscaiolo         | 6 aprile 2001     |                 |
| 14a | Lord of the Links               | Il signore delle buche   | 27 aprile 2001    |                 |
| 14b | Bootman                         | I super stivali          | 27 aprile 2001    |                 |
| 14c | Freudian Dip                    | Psicanalisi              | 27 aprile 2001    |                 |
| 15a | Auteur! Auteur!                 | Johnny regista           | 11 maggio 2001    |                 |
| 15b | Runaway Train                   | Il dirottatore           | 11 maggio 2001    |                 |
| 15c | A Reject Runs Through It        | A pesca nel fiume        | 11 maggio 2001    |                 |
| 16a | The Island of Mrs. Morceau      | L'isola degli animali    | 7 giugno 2002     |                 |
| 16b | The Color of Mustard            | Storie di città          | 7 giugno 2002     |                 |
| 16c | Third Dork from the Sun         | Gioco a premi            | 7 giugno 2002     |                 |
| 17a | The Hansel & Gretel Project     | Progetto Hansel e Gretel | 14 giugno 2002    |                 |
| 17b | I.Q. Johnny                     | Genio per un giorno      | 14 giugno 2002    |                 |
| 17c | Get Stinky!                     | L'amica d'infanzia       | 14 giugno 2002    |                 |

## Stagione 4
| n°  | Titolo originale                    | Titolo italiano                          | Prima TV USA     | Prima TV Italia  |
| --- | ----------------------------------- | ---------------------------------------- | ---------------- | ---------------- |
| 1   | Johnny Bravo Goes to Hollywood      | Johnny va a Hollywood                    | 20 febbraio 2004 | 6 dicembre 2004  |
| 2a  | Traffic Troubles                    | Problemi di traffico                     | 5 marzo 2004     | 7 dicembre 2004  |
| 2b  | My Funny Looking Friend             | Il mio amico buffo                       | 5 marzo 2004     | 7 dicembre 2004  |
| 3a  | Win an El Toro Guapo                | Vinci un toro Guapo                      | 12 marzo 2004    | 8 dicembre 2004  |
| 3b  | Witch-ay Woman                      | Stregato da una donna                    | 12 marzo 2004    | 8 dicembre 2004  |
| 4   | Home Alone                          | A casa da solo                           | 19 marzo 2004    | 9 dicembre 2004  |
| 5a  | Mini JB                             | Il mini Johnny Bravo                     | 26 marzo 2004    | 10 dicembre 2004 |
| 5b  | Back from the Future                | Ritorno dal futuro                       | 26 marzo 2004    | 10 dicembre 2004 |
| 6a  | Non, Oui, Oui Pour Johnny           | Johnny alle prese con il francese        | 2 luglio 2004    | 13 dicembre 2004 |
| 6b  | That's Entertainment!               | Questo sì che è intrattenimento          | 2 luglio 2004    | 13 dicembre 2004 |
| 7a  | Get Shovelized                      | Dacci sotto con lo sbadilatore           | 9 luglio 2004    | 14 dicembre 2004 |
| 7b  | T Is for Trouble                    | T per Trauma                             | 9 luglio 2004    | 14 dicembre 2004 |
| 8a  | Gray Matters                        | Il grigio conta                          | 16 luglio 2004   | 15 dicembre 2004 |
| 8b  | Double Vision                       | Vedo doppio                              | 16 luglio 2004   | 15 dicembre 2004 |
| 9a  | It's a Magical Life                 | Questa è una vita magica                 | 23 luglio 2004   | 16 dicembre 2004 |
| 9b  | The Hunk at the End of This Cartoon | Il bel tocco alla fine di questo cartone | 23 luglio 2004   | 16 dicembre 2004 |
| 10a | The Time of My Life                 | Il tempo della mia vita                  | 30 luglio 2004   | 17 dicembre 2004 |
| 10b | Run Johnny Run                      | Corri Johnny Corri                       | 30 luglio 2004   | 17 dicembre 2004 |
| 11a | Wilderness Protection Program       | Programma di protezione della natura     | 6 agosto 2004    | 20 dicembre 2004 |
| 11b | A Page Right Out of History         | Una pagina di storia                     | 6 agosto 2004    | 20 dicembre 2004 |
| 12a | Some Walk by Night                  | Reality Show                             | 20 agosto 2004   | 21 dicembre 2004 |
| 12b | Adam West's Date-O-Rama             | Il mega appuntamento di Adam West        | 20 agosto 2004   | 21 dicembre 2004 |
| 13a | Johnny Makeover                     | Un nuovo cartone                         | 27 agosto 2004   | 22 dicembre 2004 |
| 13b | Back on Shaq                        | Sulle spalle di Shaq                     | 27 agosto 2004   | 22 dicembre 2004 |

## Speciali
| n° | Titolo originale                    | Titolo italiano                   | Prima TV USA     | Prima TV Italia  |
| -- | ----------------------------------- | --------------------------------- | ---------------- | ---------------- |
| 1  | A Johnny Bravo Christmas            | Un Natale alla Johnny Bravo       | 7 dicembre 2001  | dicembre 2001    |
| 2  | It's Valentine's Day, Johnny Bravo! | Buon San Valentino, Johnny Bravo! | 14 febbraio 2003 | 14 febbraio 2004 |

## Un Natale alla Johnny Bravo
- Titolo originale: A Johnny Bravo Christmas
- Diretto da: Robert Alvarez e Van Partible
- Scritto da: Van Partible

### Trama
Johnny si dimentica di spedire una letterina a Babbo Natale e deve raggiungere il polo nord prima di Natale. Quando l'ufficio postale gli dice che non c'è modo di portare le lettere al polo nord, Johnny si reca lui stesso sul posto. Incerto su dove vive Babbo Natale, accetta di portare con sé la piccola Suzy. All'inizio diventano clandestini su un aereo, tuttavia dopo essere stati abbandonati insieme con degli animali da circo, Suzy contatta un camionista per dare loro un passaggio all'aeroporto. Lì prendono un passaggio in direzione del polo nord, incontrando lungo la strada il famigerato Donny Osmond.

## Buon San Valentino, Johnny Bravo!
- Titolo originale: It's Valentine's Day, Johnny Bravo!
- Diretto da: Robert Alvarez e Van Partible
- Scritto da: Van Partible

### Trama
Per celebrare il giorno di San Valentino, che è anche il compleanno di Johnny, quest'ultimo va alla ricerca dell'appuntamento perfetto. Tuttavia, sembra che sua madre gli avesse già fissato un appuntamento. Rifiutandosi di andare con una ragazza che sua madre aveva deciso per lui, esce da solo. Nonostante tutti i suoi tentativi, ogni singola donna lo rifiuta come al solito e diventa profondamente depresso nel peggior compleanno della sua vita. Alla fine finisce per imbattersi nella donna che sua madre gli ha trovato, rivelandosi una donna attraente e formosa che, a tutti gli effetti, è simile a Johnny. Finiscono per avere un appuntamento e Johnny lo reputa come il suo miglior compleanno di sempre.